# Diplocephalus marusiki
Diplocephalus marusiki är en spindelart som beskrevs av Kirill Yeskov 1988. Diplocephalus marusiki ingår i släktet Diplocephalus och familjen täckvävarspindlar. Inga underarter finns listade i Catalogue of Life.